# Manchester (Missouri)
Pour les articles homonymes, voir Manchester (homonymie).
Manchester est une ville américaine située dans le comté de Saint Louis, dans le Missouri.
Selon le recensement de 2010, Manchester compte 18 094 habitants. La municipalité s'étend sur 5,08 milles carrés (13,16 km2).

## Histoire

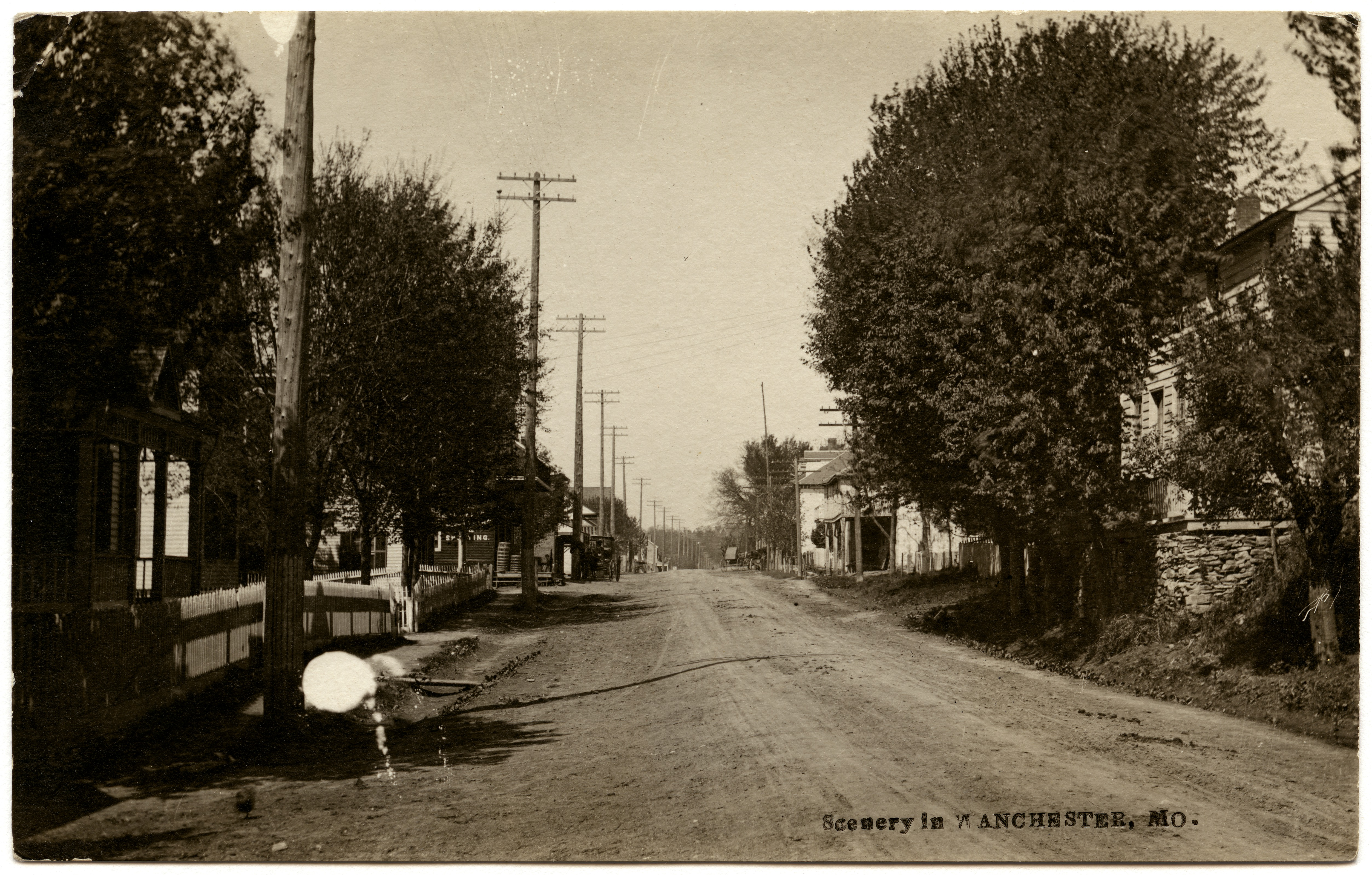
Manchester en 1911.

Manchester a été nommée en rapport avec la ville de Manchester, Angleterre.